# Bosvisack Round
Bosvisack Round (auch Langarth Round genannt) ist ein Hillfort in Cornwall in England. 
Die Webseite PastScape beschreibt es als eine mehrfach umwallte eisenzeitliche Höhensiedlung am östlichen Ende eines natürlichen Sporns, die sich etwa 225 m nordöstlich von Bosvisack und westlich von Truro, zwischen zwei Armen des Flusses Kenwyn befindet, die etwa 650 Meter östlich des Hillforts zusammenkommen.
Der leicht ovale äußere Ring bestand aus einem inneren und einem äußeren Wall, der, teilweise, innerhalb des modernen Heckenwalls erhalten ist. Der äußere Wall ist etwa 3,0 Meter breit und 1,2 Meter hoch und von außen in Teilstrecken sichtbar. Der am besten erhaltene Teil ist das nordwestliche Drittel des Außenringes.
Der innere Wall, der rund 15 Meter innerhalb des äußeren lag, wurde in der ersten Hälfte des 20. Jahrhunderts abgetragen. Das Innere des Hillforts ist 140 × 160 Meter und etwa 2,25 Hektar groß. Im Inneren sollen sich in der ersten Hälfte des 20. Jahrhunderts noch Spuren von Hügeln erhalten haben.  